# Primera A 2017 (Liga Catamarqueña de Fútbol)
La temporada 2017 de la Primera A de la Liga Catamarqueña de Fútbol fue la número 101 de la historia y la 100.° en efectivamente completarse, ya que desde su creación en 1917 sólo en 1945 no llegó a disputarse.
Esta edición estuvo integrada por cuatro torneos con sus respectivos 4 campeones, otorgando sendas plazas al Torneo Federal C de 2018. Durante el primer torneo participaron los 15 equipos del campeonato del año anterior, mientras que a partir del Torneo Preparación se sumó el Club Independiente de Huillapima, equipo que hizo su debut absoluto en la Liga Capitalina.

## Formato
La temporada 2017 está conformada por 4 campeonatos, en el primero participaron los 15 equipos pertenecientes a la Primera A de la Liga Catamarqueña de Fútbol, mientras que a partir del segundo se agregó Independiente de Huillapima para completar 16 equipos en la máxima división:
Torneo Apertura:
- Primera fase:
  - El torneo se dividirá en 2 zonas, 1 de 8 equipos y la otra de 7 equipos.
  - Los partidos serán a una sola rueda
  - Los equipos que resulten 1° y 2° en la Tabla de Posiciones de sus respectivas zonas, clasificarán a semifinales.

- Segunda fase:
  - Las Semifinales la jugarán el 1° de la Zona A contra el 2° de la Zona B. Mientras que el 1° de la Zona B se medirá ante el 2° de la Zona A. Es un solo partido, si no hay un equipo ganador en los 90' reglamentarios, el partido se definirá mediante penales.
  - La final se disputará al igual que en semifinales.
  - El equipo que gane la Final se consagrará campeón del Torneo Apertura 2017 y se clasificará directamente a la Final contra el ganador del Petit Torneo 2017, por un lugar en el Federal C 2018.

Torneo Preparación:
- Primera Fase:
  - El torneo se dividirá en 4 zonas, de 4 equipos.
  - Los partidos serán a una sola rueda y con el sistema todos contra todos.
  - Los equipos que resulten 1° en sus respectivas zonas, clasificarán a semifinales.
  - Si hay igualdad de puntos entre dos equipos
    - En primera instancia, se aplicará el resultado del partido entre los clubes involucrados y el vencedor de ese encuentro se quedará con el primer lugar de la zona.
    - En segunda instancia: se recurrirá a la tabla general y la posición se definirá conforme a la diferencia de goles y cantidad de goles a favor.
    - En tercera instancia: los equipos en cuestión disputarán un partido definitorio a 90 minutos. Si hay empate, se define por penales y de allí saldrá el clasificado de la zona.
    - Si hay igualdad de puntos entre más de dos clubes en la primera posición: la definición se producirá recurriendo a la tabla general, teniendo en cuenta mayor diferencia de goles y mayor cantidad de goles a favor. En caso de qué no exista una definición por esa vía, se realizará un sorteo en fecha y forma que determinará el Consejo Ejecutivo.

- Segunda Fase:
  - En Semifinales se medirán –a un solo partido– el primero de la Zona A con el de la Zona B y el ganador de la Zona C con el de la Zona D. En caso de igualdad, se definirá por penales.
  - La final la disputrán el ganador de la llave 1 con el de la llave 2. En caso de igualdad, se definirá por penales.
  - El equipo que gane la final será el campeón.

Torneo Anual:
- El torneo se jugará con el sistema de Todos Contra Todos.
- El equipo que se consagre campeón, clasificará directamente al Federal C.

Petit Torneo:
- Los equipos que se ubiquen en las primeras 4 posiciones en la Tabla Conjunta 2017 (sumatoria de Apertura y Anual), jugarán el Petit Torneo.

Respecto a la clasificación al Federal C 2018, la Liga Catamarqueña otorgó 2 plazas: la primera al ganador del Torneo Anual, y la segunda al vencedor de una final entre el vencedor del Apertura y el vencedor del Petit Torneo.

## Equipos participantes
| Equipo                                  | Ciudad     | Departamento | Fundación                |
| --------------------------------------- | ---------- | ------------ | ------------------------ |
| Club Deportivo Américo Tesorieri        | Catamarca  | Capital      | 13 de octubre de 1933    |
| Club Atlético Policial                  | Catamarca  | Capital      | 31 de marzo de 1945      |
| Club Deportivo Chacarita                | Catamarca  | Capital      | 19 de marzo de 1934      |
| Club Atlético Defensores del Norte      | Catamarca  | Capital      | 25 de junio de 1937      |
| Club Atlético Estudiantes de La Tablada | Catamarca  | Capital      | 1 de agosto de 1951      |
| Club Sportivo Ferrocarriles del Estado  | Chumbicha  | Capayán      | 15 de septiembre de 1946 |
| Club Atlético Independiente             | Catamarca  | Capital      | 28 de febrero de 1920    |
| Asociación Juventud Unida de Santa Rosa | Catamarca  | Capital      | 23 de mayo de 1963       |
| Club Deportivo Salta Central            | Catamarca  | Capital      | 12 de abril de 1984      |
| Club Atlético San Lorenzo de Alem       | Catamarca  | Capital      | 20 de mayo de 1936       |
| Club Atlético Vélez Sarsfield           | Catamarca  | Capital      | 12 de septiembre de 1928 |
| Club Sportivo Villa Cubas               | Catamarca  | Capital      | 25 de agosto de 1932     |
| Club Social y Deportivo Parque Daza     | Catamarca  | Capital      | 10 de diciembre de 1961  |
| Club Atlético Rivadavia                 | Huillapima | Capayán      | 9 de julio de 1923       |
| Club Atlético Sarmiento                 | Catamarca  | Capital      | 12 de junio de 1912      |
| Club Atlético Independiente             | Huillapima | Capayán      | 17 de julio de 1993      |

## Torneo Apertura

### Primera fase

#### Zona A
| Pos. | Equipo                       | Pts. | PJ | PG | PE | PP | GF | GC | Dif. |
| ---- | ---------------------------- | ---- | -- | -- | -- | -- | -- | -- | ---- |
| 01.º | Villa Cubas                  | 17   | 7  | 5  | 2  | 0  | 23 | 8  | 15   |
| 02.º | Atlético Policial            | 14   | 7  | 4  | 2  | 1  | 18 | 12 | 6    |
| 03.º | Rivadavia (Huillapima)       | 13   | 7  | 4  | 1  | 2  | 15 | 13 | 2    |
| 04.º | Sarmiento                    | 10   | 7  | 3  | 1  | 3  | 17 | 18 | −1   |
| 05.º | Salta Central                | 9    | 7  | 3  | 0  | 4  | 14 | 16 | −2   |
| 06.º | Américo Tesorieri            | 6    | 7  | 2  | 0  | 5  | 16 | 19 | −3   |
| 07.º | Juventud Unida de Santa Rosa | 6    | 7  | 2  | 0  | 5  | 7  | 20 | −13  |
| 08.º | San Lorenzo de Alem          | 5    | 7  | 1  | 2  | 4  | 16 | 20 | −4   |

|  | El equipo que ocupe esta posición clasificará a Semifinales, y jugará contra el 2° de la Zona B |
|  | El equipo que ocupe esta posición clasificará a semifinales, y jugará contra el 1° de la Zona B |

#### Zona B
| Pos. | Equipo                    | Pts. | PJ | PG | PE | PP | GF | GC | Dif. |
| ---- | ------------------------- | ---- | -- | -- | -- | -- | -- | -- | ---- |
| 01.º | Defensores del Norte      | 16   | 6  | 5  | 1  | 0  | 17 | 9  | 8    |
| 02.º | Estudiantes de La Tablada | 12   | 6  | 4  | 0  | 2  | 12 | 7  | 5    |
| 03.º | Vélez Sarsfield           | 12   | 6  | 4  | 0  | 2  | 13 | 5  | 8    |
| 04.º | Chacarita                 | 6    | 6  | 2  | 0  | 4  | 10 | 12 | −2   |
| 05.º | Independiente             | 6    | 6  | 2  | 0  | 4  | 10 | 13 | −3   |
| 06.º | Ferrocarriles (Chumbicha) | 6    | 6  | 2  | 0  | 4  | 12 | 17 | −5   |
| 07.º | Parque Daza               | 4    | 6  | 1  | 1  | 4  | 8  | 19 | −11  |

|  | El equipo que ocupe esta posición clasificará a Semifinales, y jugará contra el 2° de la Zona A |
|  | El equipo que ocupe esta posición clasificará a semifinales, y jugará contra el 1° de la Zona A |

### Segunda fase
|  | Semifinales               | Semifinales               | Semifinales          |                      |             | Final       | Final | Final |  |
|  |                           |                           |                      |                      |             |             |       |       |  |
|  |                           |                           |                      |                      |             |             |       |       |  |
|  | Villa Cubas               | Villa Cubas               | 1                    |                      |             |             |       |       |  |
|  | Villa Cubas               | Villa Cubas               | 1                    |                      |             |             |       |       |  |
|  | Estudiantes de La Tablada | Estudiantes de La Tablada | 0                    |                      |             |             |       |       |  |
|  | Estudiantes de La Tablada | Estudiantes de La Tablada | 0                    |                      | Villa Cubas | Villa Cubas | 1     |       |  |
|  |                           |                           |                      |                      | Villa Cubas | Villa Cubas | 1     |       |  |
|  |                           |                           | Defensores del Norte | Defensores del Norte | 0           |             |       |       |  |
|  | Defensores del Norte (p)  | Defensores del Norte (p)  | Defensores del Norte | Defensores del Norte | 0           | 0 (4)       |       |       |  |
|  | Defensores del Norte (p)  | Defensores del Norte (p)  |                      |                      |             | 0 (4)       |       |       |  |
|  | Policial                  | Policial                  | 0 (2)                |                      |             |             |       |       |  |
|  | Policial                  | Policial                  | 0 (2)                |                      |             |             |       |       |  |
|  |                           |                           |                      |                      |             |             |       |       |  |

|                                      |
| Club Sportivo Villa Cubas 27° título |
| Campeón Torneo Apertura 2017         |

## Torneo Preparación

### Primera fase

#### Zona A
| Pos. | Equipo                    | Pts. | PJ | PG | PE | PP | GF | GC | Dif. |
| ---- | ------------------------- | ---- | -- | -- | -- | -- | -- | -- | ---- |
| 01.º | Atlético Policial         | 7    | 3  | 2  | 1  | 0  | 9  | 1  | 8    |
| 02.º | Chacarita                 | 4    | 3  | 1  | 1  | 1  | 7  | 4  | 3    |
| 03.º | Estudiantes de La Tablada | 3    | 3  | 1  | 0  | 2  | 3  | 8  | −5   |
| 04.º | Parque Daza               | 3    | 3  | 1  | 0  | 2  | 2  | 8  | −6   |

|  | El equipo que ocupe esta posición clasificará a las Semifinales |

#### Zona B
| Pos. | Equipo                     | Pts. | PJ | PG | PE | PP | GF | GC | Dif. |
| ---- | -------------------------- | ---- | -- | -- | -- | -- | -- | -- | ---- |
| 01.º | Juventud Unida             | 9    | 3  | 3  | 0  | 0  | 6  | 0  | 6    |
| 02.º | Vélez Sarsfield            | 4    | 3  | 1  | 1  | 1  | 5  | 5  | 0    |
| 03.º | Defensores del Norte       | 2    | 3  | 0  | 2  | 1  | 2  | 3  | −1   |
| 04.º | Independiente (Huillapima) | 1    | 3  | 0  | 1  | 2  | 3  | 8  | −5   |

|  | El equipo que ocupe esta posición clasificará a las Semifinales |

#### Zona C
| Pos. | Equipo            | Pts. | PJ | PG | PE | PP | GF | GC | Dif. |
| ---- | ----------------- | ---- | -- | -- | -- | -- | -- | -- | ---- |
| 01.º | Américo Tesorieri | 9    | 3  | 3  | 0  | 0  | 11 | 3  | 8    |
| 02.º | Villa Cubas       | 6    | 3  | 2  | 0  | 1  | 4  | 3  | 1    |
| 03.º | Salta Central     | 3    | 3  | 1  | 0  | 2  | 6  | 4  | 2    |
| 04.º | Sarmiento         | 0    | 3  | 0  | 0  | 3  | 2  | 13 | −11  |

|  | El equipo que ocupe esta posición clasificará a las Semifinales |

#### Zona D
| Pos. | Equipo                    | Pts. | PJ | PG | PE | PP | GF | GC | Dif. |
| ---- | ------------------------- | ---- | -- | -- | -- | -- | -- | -- | ---- |
| 01.º | San Lorenzo de Alem       | 9    | 3  | 3  | 0  | 0  | 8  | 5  | 3    |
| 02.º | Ferrocarriles (Chumbicha) | 6    | 3  | 2  | 0  | 1  | 6  | 4  | 2    |
| 03.º | Rivadavia (Huillapima)    | 3    | 3  | 1  | 0  | 2  | 5  | 5  | 0    |
| 04.º | Independiente (Capital)   | 0    | 3  | 0  | 0  | 3  | 3  | 8  | −5   |

|  | El equipo que ocupe esta posición clasificará a las Semifinales |

Segunda fase
|  | Semifinales         | Semifinales         | Semifinales       |                   |                | Final          | Final | Final |  |
|  |                     |                     |                   |                   |                |                |       |       |  |
|  |                     |                     |                   |                   |                |                |       |       |  |
|  | Policial            | Policial            | 0                 |                   |                |                |       |       |  |
|  | Policial            | Policial            | 0                 |                   |                |                |       |       |  |
|  | Juventud Unida      | Juventud Unida      | 2                 |                   |                |                |       |       |  |
|  | Juventud Unida      | Juventud Unida      | 2                 |                   | Juventud Unida | Juventud Unida | 1     |       |  |
|  |                     |                     |                   |                   | Juventud Unida | Juventud Unida | 1     |       |  |
|  |                     |                     | Américo Tesorieri | Américo Tesorieri | 4              |                |       |       |  |
|  | Américo Tesorieri   | Américo Tesorieri   | Américo Tesorieri | Américo Tesorieri | 4              | 4              |       |       |  |
|  | Américo Tesorieri   | Américo Tesorieri   |                   |                   |                | 4              |       |       |  |
|  | San Lorenzo de Alem | San Lorenzo de Alem | 2                 |                   |                |                |       |       |  |
|  | San Lorenzo de Alem | San Lorenzo de Alem | 2                 |                   |                |                |       |       |  |
|  |                     |                     |                   |                   |                |                |       |       |  |

|                                             |
| Club Deportivo Américo Tesorieri 17° título |
| Campeón Torneo Preparación 2017             |

## Torneo Anual
| Pos. | Equipo                       | Pts. | PJ | PG | PE | PP | GF | GC | Dif. |
| ---- | ---------------------------- | ---- | -- | -- | -- | -- | -- | -- | ---- |
| 01.º | Américo Tesorieri            | 38   | 15 | 12 | 2  | 1  | 45 | 18 | 27   |
| 02.º | Defensores del Norte         | 36   | 15 | 11 | 3  | 1  | 45 | 13 | 32   |
| 03.º | Villa Cubas                  | 32   | 15 | 10 | 2  | 3  | 48 | 19 | 29   |
| 04.º | Juventud Unida de Santa Rosa | 32   | 15 | 10 | 2  | 3  | 29 | 17 | 12   |
| 05.º | Ferrocarriles (Chumbicha)    | 27   | 15 | 8  | 3  | 4  | 26 | 25 | 1    |
| 06.º | San Lorenzo de Alem          | 24   | 15 | 7  | 3  | 5  | 31 | 27 | 4    |
| 07.º | Vélez Sarsfield              | 24   | 15 | 7  | 3  | 5  | 21 | 19 | 2    |
| 08.º | Policial                     | 24   | 15 | 7  | 3  | 5  | 21 | 22 | −1   |
| 09.º | Independiente (Capital)      | 20   | 15 | 6  | 2  | 7  | 21 | 18 | 3    |
| 10.º | Rivadavia (Huillapima)       | 19   | 15 | 5  | 4  | 6  | 18 | 22 | −4   |
| 11.º | Salta Central                | 17   | 15 | 5  | 2  | 8  | 29 | 32 | −3   |
| 12.º | Chacarita                    | 16   | 15 | 4  | 4  | 7  | 23 | 29 | −6   |
| 13.º | Estudiantes de La Tablada    | 7    | 15 | 1  | 4  | 10 | 18 | 39 | −21  |
| 14.º | Parque Daza                  | 7    | 15 | 1  | 4  | 10 | 14 | 39 | −25  |
| 15.º | Independiente (Huillapima)   | 6    | 15 | 0  | 6  | 9  | 10 | 33 | −23  |
| 16.º | Sarmiento                    | 6    | 15 | 1  | 3  | 11 | 15 | 46 | −31  |

|  | El equipo que ocupe esta posición se consagra campeón y clasifica al Torneo Federal C 2018 |

|                                             |
| Club Deportivo Américo Tesorieri 18° título |
| Campeón Torneo Anual 2017                   |

## Petit Torneo

### Tabla Conjunta
| Pos. | Equipos                    | APERT. | ANUAL | TOTAL | PJ | PG | PE | PP | GF | GC | DG  |
| ---- | -------------------------- | ------ | ----- | ----- | -- | -- | -- | -- | -- | -- | --- |
| 1.   | Defensores del Norte       | 16     | 36    | 52    | 21 | 16 | 4  | 1  | 62 | 22 | 40  |
| 2.   | Villa Cubas                | 16     | 32    | 48    | 21 | 15 | 3  | 3  | 69 | 25 | 44  |
| 3.   | Américo Tesorieri          | 6      | 38    | 44    | 21 | 14 | 2  | 5  | 58 | 32 | 26  |
| 4.   | Juventud Unida             | 6      | 32    | 38    | 21 | 12 | 2  | 7  | 36 | 34 | 2   |
| 5.   | Policial                   | 13     | 24    | 37    | 21 | 11 | 4  | 6  | 37 | 32 | 5   |
| 6.   | Vélez Sarsfield            | 12     | 24    | 36    | 21 | 11 | 3  | 7  | 34 | 24 | 10  |
| 7.   | Ferrocarriles              | 6      | 27    | 33    | 21 | 10 | 3  | 8  | 38 | 42 | -4  |
| 8.   | San Lorenzo de Alem        | 5      | 24    | 29    | 21 | 8  | 5  | 8  | 45 | 43 | 2   |
| 9.   | Rivadavia (Huillapima)     | 10     | 19    | 29    | 21 | 8  | 5  | 8  | 29 | 33 | -4  |
| 10.  | Independiente (Capital)    | 6      | 20    | 26    | 21 | 8  | 2  | 11 | 31 | 31 | 0   |
| 11.  | Salta Central              | 6      | 17    | 23    | 21 | 7  | 2  | 12 | 40 | 48 | -8  |
| 12.  | Chacarita                  | 6      | 16    | 22    | 21 | 6  | 4  | 11 | 33 | 39 | -6  |
| 13.  | Estudiantes de La Tablada  | 12     | 7     | 19    | 21 | 5  | 4  | 12 | 30 | 46 | -16 |
| 14.  | Sarmiento                  | 7      | 6     | 13    | 21 | 3  | 4  | 14 | 28 | 61 | -33 |
| 15.  | Parque Daza                | 4      | 7     | 11    | 21 | 2  | 5  | 14 | 22 | 58 | -36 |
| 16.  | Independiente (Huillapima) | —      | 6     | 6     | 15 | 0  | 6  | 9  | 10 | 33 | -23 |

|  | Campeón del Torneo Anual 2017 y clasificado al Torneo Federal C 2018.                                          |
|  | Campeón del Torneo Apertura 2017, jugará el partido clasificatorio contra el ganador del Petit Torneo.         |
|  | Los equipos que ocupen estas posiciones al finalizar el torneo clasificarán al Petit Torneo.                   |
|  | Excluidos del Petit Torneo, por encontrarse jugando el Torneo Federal A y el Torneo Federal B respectivamente. |

|  | Semifinales                  | Semifinales                  | Semifinales                  |                              |                           | Final                     | Final | Final |  |
|  |                              |                              |                              |                              |                           |                           |       |       |  |
|  |                              |                              |                              |                              |                           |                           |       |       |  |
|  | Defensores del Norte         | Defensores del Norte         | 0 (3)                        |                              |                           |                           |       |       |  |
|  | Defensores del Norte         | Defensores del Norte         | 0 (3)                        |                              |                           |                           |       |       |  |
|  | Ferrocarriles (Chumbicha)    | Ferrocarriles (Chumbicha)    | 0 (4)                        |                              |                           |                           |       |       |  |
|  | Ferrocarriles (Chumbicha)    | Ferrocarriles (Chumbicha)    | 0 (4)                        |                              | Ferrocarriles (Chumbicha) | Ferrocarriles (Chumbicha) | 1     |       |  |
|  |                              |                              |                              |                              | Ferrocarriles (Chumbicha) | Ferrocarriles (Chumbicha) | 1     |       |  |
|  |                              |                              | Juventud Unida de Santa Rosa | Juventud Unida de Santa Rosa | 3                         |                           |       |       |  |
|  | Juventud Unida de Santa Rosa | Juventud Unida de Santa Rosa | Juventud Unida de Santa Rosa | Juventud Unida de Santa Rosa | 3                         | 2                         |       |       |  |
|  | Juventud Unida de Santa Rosa | Juventud Unida de Santa Rosa |                              |                              |                           | 2                         |       |       |  |
|  | Vélez Sarsfield              | Vélez Sarsfield              | 1                            |                              |                           |                           |       |       |  |
|  | Vélez Sarsfield              | Vélez Sarsfield              | 1                            |                              |                           |                           |       |       |  |
|  |                              |                              |                              |                              |                           |                           |       |       |  |

|                                                   |
| Asociación Juventud Unida de Santa Rosa 8° título |
| Campeón Petit Torneo 2017                         |

## Resumen

### Campeones
| Torneo       | Equipo                                  | Título |
| ------------ | --------------------------------------- | ------ |
| Apertura     | Club Sportivo Villa Cubas               | 27.°   |
| Preparación  | Club Deportivo Américo Tesorieri        | 17.°   |
| Anual        | Club Deportivo Américo Tesorieri        | 18.°   |
| Petit Torneo | Asociación Juventud Unida de Santa Rosa | 8.°    |

### Clasificación alFederal C
| Cupo | Equipo                           | Método de clasificación                                                      |
| ---- | -------------------------------- | ---------------------------------------------------------------------------- |
| 1    | Club Deportivo Américo Tesorieri | Campeón del Torneo Anual                                                     |
| 2    | Club Sportivo Villa Cubas        | Ganador del Apertura, se enfrentó a Juventud Unida, ganador del Petit Torneo |